# Chaux-Champagny
Chaux-Champagny é uma comuna francesa na região administrativa de Borgonha-Franco-Condado, no departamento de Jura. Estende-se por uma área de 7,33 km². Em 2010 a comuna tinha 71 habitantes (densidade: 9,7 hab./km²).